# Kamjanyj Brid
Kamjanyj Brid (ukrainisch Кам'яний Брід; russisch Каменный Брод Kamennyj Brod, polnisch Bród Kamienny) ist eine Siedlung städtischen Typs in der ukrainischen Oblast Schytomyr mit etwa 2600 Einwohnern (2014).

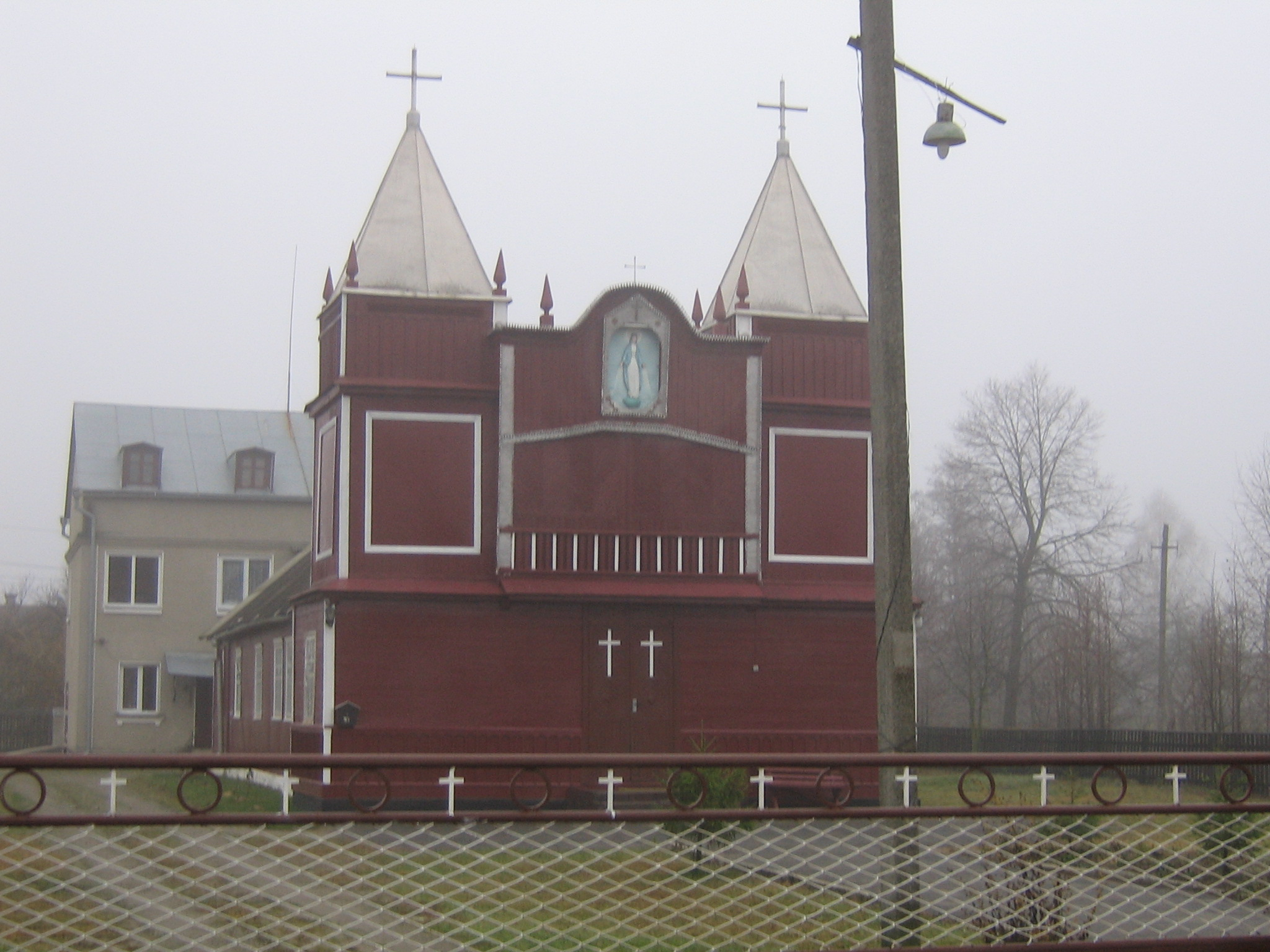
Neue Kirche in Kamjanyj Brid

Die Ortschaft wurde 1862 gegründet und erhielt 1938 den Status einer Siedlung städtischen Typs.
Kamjanyj Brid liegt in einem Waldgebiet 23 km nordöstlich vom ehemaligen Rajonzentrum Baraniwka und 73 km nordwestlich vom Oblastzentrum Schytomyr.
Am 12. Juni 2020 wurde die Siedlung ein Teil der Siedlungsgemeinde Dowbysch, bis dahin bildete sie zusammen mit den Dörfern Dibriwka (Дібрівка), Schowte (Жовте), Tartak (Тартак) und Tscherwonodwirka (Червонодвірка) die Siedlungratsgemeinde Kamjanyj Brid (Кам'янобрідська селищна рада/Kamjanobridska selyschtschna rada) im Nordosten des Rajons Baraniwka.
Am 17. Juli 2020 kam es im Zuge einer großen Rajonsreform zum Anschluss des Rajonsgebietes an den Rajon Swjahel.